# Bombardeo de Turquía sobre Siria
El Bombardeo de Turquía sobre Siria se llevó a cabo el 3 de octubre de 2012 y es una respuesta a un previo ataque sirio lanzado sobre la ciudad turca de Akçakale que se cobró la vida de 5 civiles. La operación cuenta con el apoyo verbal de la OTAN. No solamente se han registrado bombardeos turcos a Siria, sino que también han acontecido derribo de aeronaves sirias por parte de Turquía que cruzan el espacio aéreo sirio al turco.

## Antecedentes
Las relaciones entre Turquía y Siria empeoraron notablemente desde el inicio de la Guerra Civil Siria. El gobierno de Bashar al-Asad acusó a las autoridades turcas de "exportar terrorismo" (ayudar a la oposición) en el país.
Otro de los grandes enfrentamientos se produjo luego de que Siria derribara un F-4 Phantom turco en aguas internacionales y, según la cadena saudí Al Arabiya, ejecutara a los pilotos.

## Desarrollo
Tres obuses lanzados desde territorio sirio cayeron el 3 de octubre en el pueblo fronterizo de Akçakale, en la provincia turca de Sanliurfa, y uno de ellos mató a cinco personas (una madre, sus tres hijos y otra mujer) y dejó a 13 heridos. Todo indicaba a que el proyectil fue disparado durante los combates que tropas regulares sirias y grupos rebeldes libraban desde hacía dos semanas por el control del puesto fronterizo de Tel Abyad.

## Respuesta militar turca

### Reunión de urgencia
La decisión turca de bombardear el territorio sirio se dio a conocer el 3 de octubre, después de una reunión entre el primer ministro, Recep Tayyip Erdoğan, el ministro de Exteriores, Ahmet Davutoğlu, y el jefe de las Fuerzas Armadas.

"Nuestras Fuerzas Armadas, siguiendo las reglas internacionales de entrada en combate, han bombardeado objetivos en Siria en respuesta al abyecto ataque y tras determinar mediante el radar desde donde fueron disparados".
Oficina del primer ministro

### Contraataque
Luego de la reunión, el Ejército turco rastreó por radar el origen de los disparos y aviones bombardearon posiciones del Ejército Sirio en Tel Abyad, matando a un número indeterminado de soldados.
El 4 de octubre los ataques fueron retomados. Una unidad del Ejército turco atacó de madrugada objetivos dentro de Siria y por la mañana los bombardeos se retomaron, habiendo atacado 16 objetivos desde el inicio de los bombardeos. La noticia fue confirmada por el ministro Erdogan, quien también rechazó que las bombas lanzadas desde Siria fueran accidentes y reveló que otro proyectil fue lanzado en la provincia de Hatay.

### Autorización del Parlamento Turco

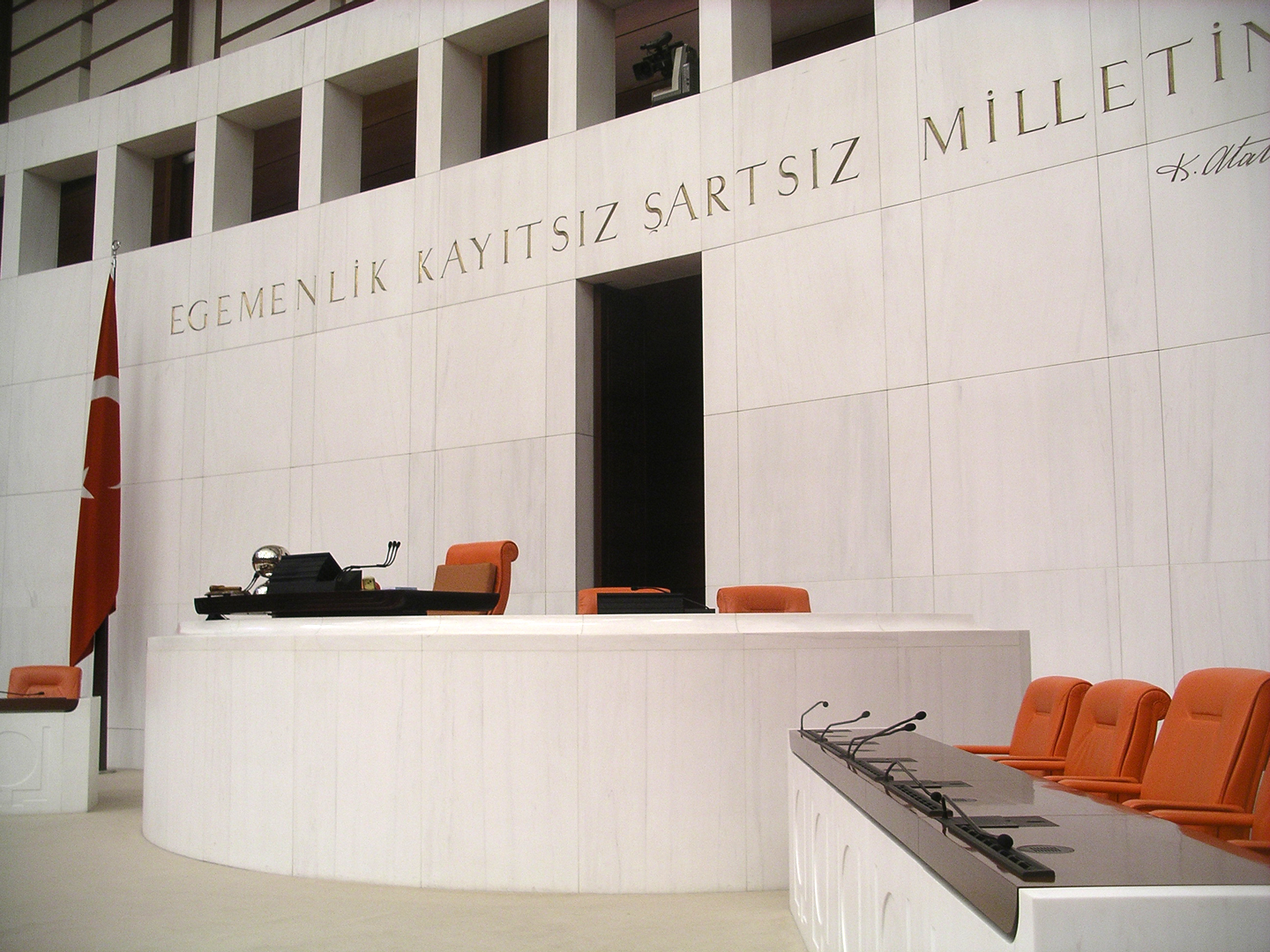
El Parlamento Turco aprueba la intervención militar sobre Siria

El Parlamente turco se reunió el 4 de octubre para legitimar la intervención militar turca sobre Siria, medida que fue aceptada con 320 votos a favor de los 550 diputados de la cámara.
En una rueda de prensa posterior, Erdogan aseguró lo siguiente:

"No tenemos intención de hacer la guerra, pero estamos determinados a defender nuestras fronteras y a nuestros ciudadanos. Nadie debería intentar poner a prueba nuestra determinación al respecto. [...] Turquía no tiene ningún interés en una guerra contra Siria. Pero Turquía sí es capaz de proteger sus fronteras y responder a agresiones cuando sea necesario" 
Recep Tayyip Erdoğan

## Nuevo fuego cruzado
El viernes 5 el ejército turco volvió a abrir fuego contra posiciones militares sirias, luego de que disparos de mortero provenientes del país vecino cayeran en una zona rural del sur de Turquía, específicamente en la localidad de Altinizu, sin reportarse víctimas.
Los roces continuaron al día siguiente, luego de que un obús sirio cayera en territorio turco, esta vez en Guveççi, provincia de Hatay. La unidad militar estacionada en la zona respondió inmediatamente con artillería.
El misil fue presuntamente disparado por el ejército de Siria durante sus combates contra grupos armados rebeldes cerca de la frontera turca.
Sin embargo, el opositor Observatorio sirio de Derechos Humanos (ONG apoyada en una amplia red de activistas) desmintió el ataque:
"No ha sucedido nada en la frontera entre Turquía y Siria esta mañana", declaró a la AFP el director del OSDH, Rami Abdel Rahmane, quien sí confirmó que dos obuses del ejército turco cayeran al sur de la ciudad siria de Tel Abyad el viernes 5 por la noche.
Los combates se retomaron nuevamente el 7 de octubre, cuando otro obús sirio alcanzó Akçakale. Este proyectil fue a parar al jardín de un edificio público y no se registraron víctimas.
Al instante Turquía contraatacó bombardeando Tel Abyad y la zona cercana de Arus.
Por sexto día consecutivo, el Ejército turco bombardeó el día 8 de octubre posiciones sirias. El ataque fue una respuesta a un obús caído en la provincia turca de Hatay que no provocó víctimas ni daños materiales pero que hizo que Ankara contraatacara y desplegara más tropas en la frontera.
¨

“Desgraciadamente el peor escenario que nunca quisimos ver está teniendo lugar en estos momentos en Siria. La población siria está sufriendo mucho, como pueden ver. Poco a poco eso nos va afectando también a nosotros. Hemos perdido a algunos de nuestros ciudadanos allí”
Presidente turco Abdullah Gül.

Los rebeldes sirios aprovecharon el despliegue militar turco para recuperar la ciudad de Badama, un lugar estratégico que les permite obtener suministros.